# Meridiano 3 oeste
El meridiano 3 oeste de Greenwich es una línea de longitud que se extiende desde el Polo Norte atravesando el Océano Ártico, el Océano Atlántico, Europa, África, el Océano Antártico y la Antártida hasta el Polo Sur
El meridiano 3 oeste forma un gran círculo con el meridiano 177 este.
Comenzando en el Polo Norte y dirigiéndose hacia el Polo Sur, este meridiano atraviesa:
| Coordenadas                     | País, territorio o mar | Notas |
| ------------------------------- | ---------------------- | --- |
| 90°0′N 3°0′O / 90.000, -3.000   | Océano Ártico          | |
| 81°49′N 3°0′O / 81.817, -3.000  | Océano Atlántico       | |
| 59°20′N 3°0′O / 59.333, -3.000  | Reino Unido            | Isla de Westray, Escocia |
| 59°16′N 3°0′O / 59.267, -3.000  | Océano Atlántico       | Westray Firth |
| 59°11′N 3°0′O / 59.183, -3.000  | Reino Unido            | Islas de Rousay y Wyre, Escocia |
| 59°7′N 3°0′O / 59.117, -3.000   | Mar del Norte          | Wide Firth |
| 59°11′N 3°0′O / 59.183, -3.000  | Reino Unido            | Isla de Mainland (Orcadas), Escocia |
| 58°57′N 3°0′O / 58.950, -3.000  | Scapa Flow             | |
| 58°49′N 3°0′O / 58.817, -3.000  | Reino Unido            | Isla de South Ronaldsay, Escocia |
| 58°48′N 3°0′O / 58.800, -3.000  | Mar del Norte          | |
| 57°40′N 3°0′O / 57.667, -3.000  | Reino Unido            | Escocia, atravesando Dundee y Leven |
| 56°12′N 3°0′O / 56.200, -3.000  | Fiordo de Forth        | |
| 55°57′N 3°0′O / 55.950, -3.000  | Reino Unido            | Escocia, atravesando Prestonpans, el este de Edimburgo Inglaterra, Pasa justo al oeste de Carlisle                                                     |
| 54°9′N 3°0′O / 54.150, -3.000   | Mar de Irlanda         | Morecambe Bay |
| 53°56′N 3°0′O / 53.933, -3.000  | Reino Unido            | Inglaterra, atravesando Liverpool Gales - el meridiano cruza la frontera con Inglaterra en varias ocasiones, pasa cerca de Wrexham, Oswestry y Newport |
| 51°32′N 3°0′O / 51.533, -3.000  | Canal de Bristol       | |
| 51°20′N 3°0′O / 51.333, -3.000  | Reino Unido            | Inglaterra, atraviesa Weston-super-Mare |
| 50°42′N 3°0′O / 50.700, -3.000  | Canal de la Mancha     | |
| 48°46′N 3°0′O / 48.767, -3.000  | Francia                | |
| 47°34′N 3°0′O / 47.567, -3.000  | Océano Atlántico       | Golfo de Vizcaya, pasa justo al este de Belle Île, Francia                                                                                             |
| 43°23′N 3°0′O / 43.383, -3.000  | España                 | Atraviesa Tarancón, Tomelloso, Cazorla y Adra |
| 36°45′N 3°0′O / 36.750, -3.000  | Mar Mediterráneo       | Mar de Alborán, pasa justo al este de la Isla de Alborán, España                                                                                       |
| 35°25′N 3°0′O / 35.417, -3.000  | Marruecos              | Pasa justo al oeste del exclave de Melilla, España |
| 31°45′N 3°0′O / 31.750, -3.000  | Argelia                | |
| 23°51′N 3°0′O / 23.850, -3.000  | Mali                   | Atraviesa Timbuktu |
| 13°40′N 3°0′O / 13.667, -3.000  | Burkina Faso           | |
| 9°43′N 3°0′O / 9.717, -3.000    | Costa de Marfil        | |
| 7°10′N 3°0′O / 7.167, -3.000    | Ghana                  | |
| 5°42′N 3°0′O / 5.700, -3.000    | Costa de Marfil        | |
| 5°6′N 3°0′O / 5.100, -3.000     | Ghana                  | |
| 5°4′N 3°0′O / 5.067, -3.000     | Océano Atlántico       | |
| 60°0′S 3°0′O / -60.000, -3.000  | Océano Antártico       | |
| 70°18′S 3°0′O / -70.300, -3.000 | Antártida              | Tierra de la Reina Maud, reclamado por Noruega |